# Massimo d'Azeglio
Massimo Taparelli, marqués de Azeglio (Turín, 24 de octubre de 1798 - 15 de enero de 1866) fue un escritor, pintor, patriota y político italiano.
Marqués y político de orientación liberal moderada, primo de Cesare Balbo, fue primer ministro del Reino de Cerdeña entre 1849 y 1852. Durante su vida se dedicó también a la pintura y a la literatura, como escritor político y también como novelista. Se casó con Giulia, hija de Alessandro Manzoni.

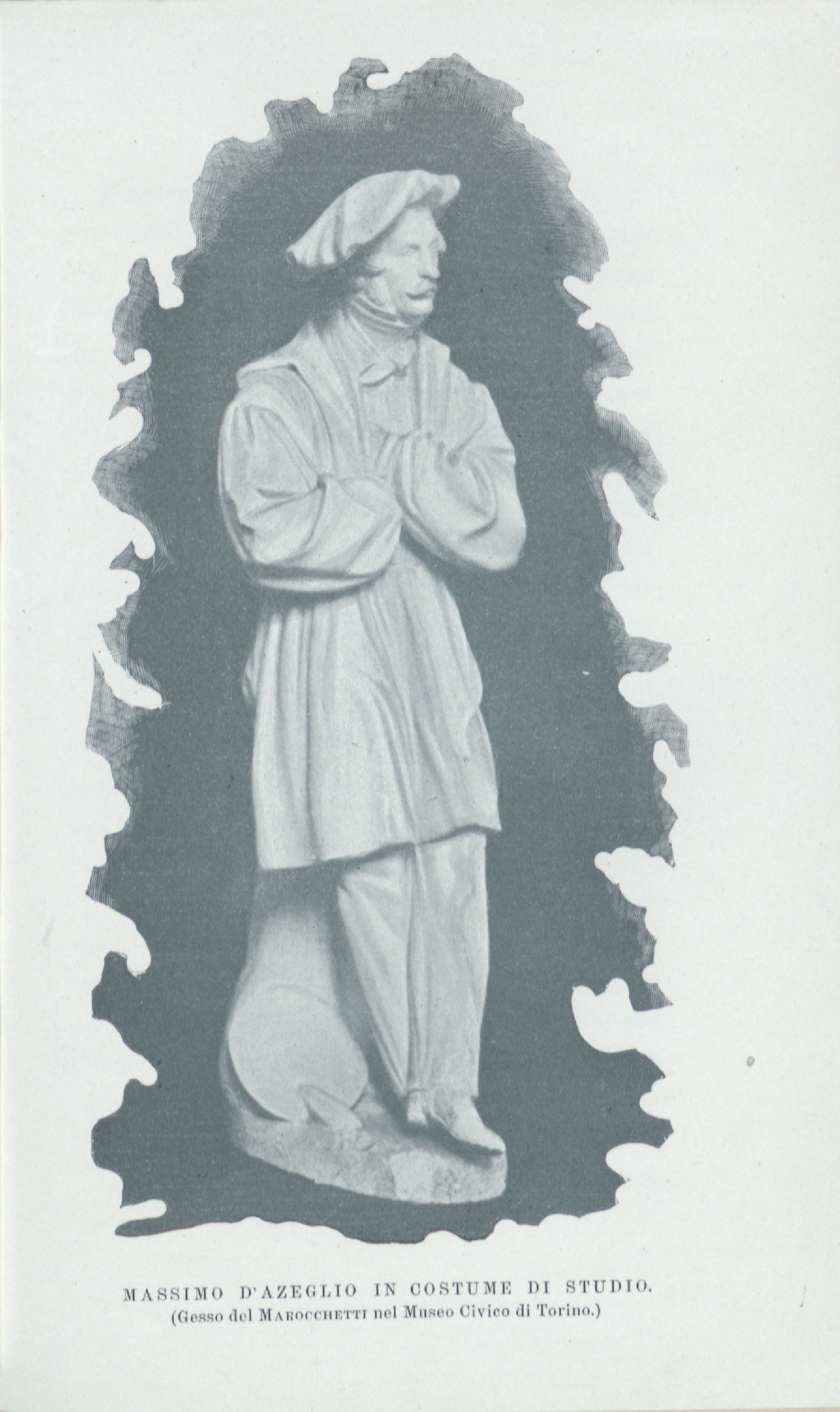
Massimo d'Azeglio (Museo Civico di Torino)

Entre sus obras más famosas se pueden citar Héctor Fieramosca (1833), que tuvo un gran éxito, y Nicolás de'Lapi (1841). En sus últimos años de vida, que pasó en el Lago Mayor, se dedicó a la redacción de sus memorias, publicadas de modo póstumo con el título de Mis recuerdos en 1867.
Muchos de sus cuadros, en especial paisajes de inspiración romántica, se conservan en la Galleria d'Arte Moderna de Turín.

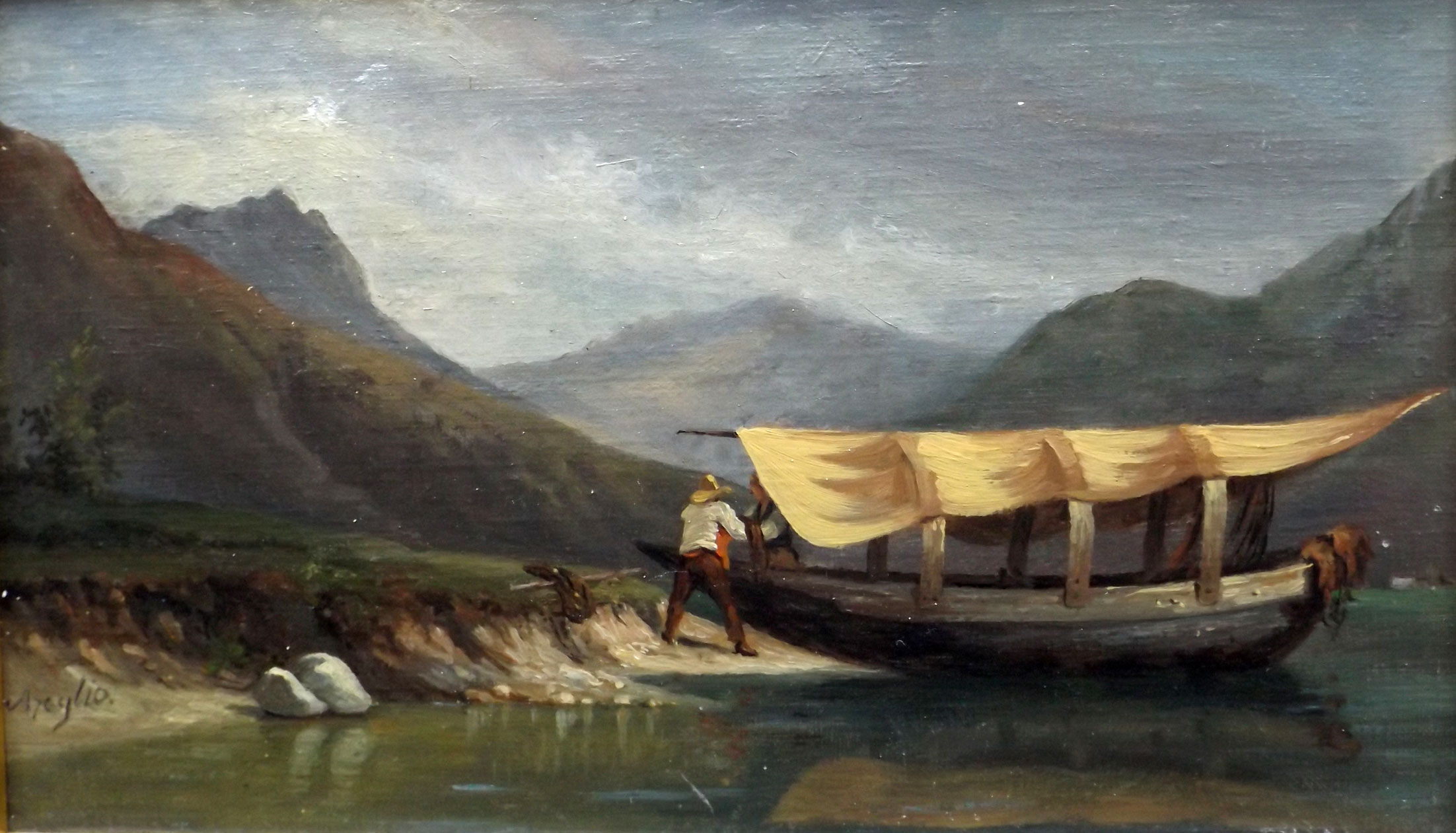
M. d'Azeglio: Vida lacustre con barco

Apoyó activamente la unificación de Italia y la lucha de Garibaldi y formó parte del primer Parlamento italiano. A él se le atribuye la famosa frase: "Hemos hecho Italia, ahora hemos de hacer a los italianos", pronunciada en la primera sesión del Parlamento, el 18 de febrero de 1861.
D'Azeglio falleció en Turín en 1866.